# Vejo o Sol e a Lua
"Vejo o Sol e a Lua" é uma canção da cantora brasileira Ivete Sangalo, que faz parte de álbum de estúdio, Real Fantasia, sendo o terceiro single oficial lançado por ele. A canção, composta por Ramón Cruz, foi lançada em 3 de abril de 2013.

## Recepção da crítica
Deivson Prescovia, do Audiograma disse que "Vejo o Sol e a Lua" é uma das melhores canções do trabalho de Sangalo, fazendo comparações com a faixa "Chica Chica Boom Chic".

## Desempenho nas tabelas
| Paradas (2013)                                   | Melhor posição |
| ------------------------------------------------ | -------------- |
| BR Billboard Brasil Hot 100 Airplay              | 83             |
| BR Billboard Brasil Regional Recife Hot Songs    | 8              |
| BR Billboard Brasil Regional Salvador Hot Songs  | 1              |
| BR Billboard Brasil Regional São Paulo Hot Songs | 13             |

## Histórico de lançamento

### Adição nas rádios
| País   | Data               | Formato |
| ------ | ------------------ | ------- |
| Brasil | 3 de abril de 2013 | Airplay |